# Kloekhorstbrug
De Kloekhorstbrug (brug 1397) is een bouwkundig kunstwerk in Amsterdam-Zuidoost.
Bij de inrichting van de wijk Bijlmermeer werd voor de infrastructuur een soort ringweg aangelegd, die gevormd zou worden door de Bijlmerdreef, 's-Gravendijkdreef, Karspeldreef en Groesbeekdreef. Zij omsloten een buurt met voornamelijk honingraatflats. Men koos voor gescheiden verkeersstromen met snelverkeer op dijklichamen en langzaam verkeer op maaiveldniveau. Die infrastructuur leverde vanwege deze keus een grote vraag naar kunstwerken, want voetgangers en fietsers moesten wel in en uit die buurt kunnen komen. Architect Dirk Sterenberg van de Dienst der Publieke Werken ontwierp midden jaren zestig tal van “grote bruggen” (in de dreven) en maaiveldbruggen (voet- en fietspaden).
Die Groesbeekdreef vormde jarenland een barrière tussen de wijk met hoogbouwflats (G-Buurt) en braak liggend land. Beginjaren tachtig waren de ideeën voor nog meer hoogbouwflats van tafel. Zo werd de K-Buurt waarin het Krimpertplein ingericht met laagbouw. Die K-Buurt moest vervolgens een verbinding krijgen met die Groesbeekdreef, maar dat was zo eenvoudig niet. Er moesten op een klein oppervlak zoveel mogelijk woningen worden gebouwd (een deel van de Groesbeekdreef werd opgeofferd aan boxen) en er moesten op- en afritten ingepland worden, terwijl ook het voet- en fietsverkeer langs die dreef doorgang moest houden. Dit leidde tot wat bekend werd als een heuvelbrug. Vanuit de K-Buurt stijgt een helling op zand tot het niveau van de dreef om vervolgens een kleine overspanning te krijgen die daadwerkelijk aansluit op de dreef. Ook deze twee op- en afritten (samen met Kolfschotenbrug, brug 1396) zijn ook ontworpen door Dirk Sterenberg, maar dan als zelfstandig architect te Hoorn (Noord-Holland) in 1981, nog wel werkend voor de Publieke Werken. Ze kregen een heel ander uiterlijk dan de in de jaren zestig ontworpen bruggen, maar Sterenbergs handtekening is nog wel terug te vinden in de borstwering.
De naam kreeg de brug in 2018 toen in deze wijk talloze kunstwerken een naam kregen, als ze maar in snelwegen lagen. De brug werd vernoemd naar de Kloekhorststraat, die in het verlengde van de brug ligt. Deze straat is op zich vernoemd naar een oude boerderij in de buurtschap Klein Dochteren nabij Lochem. De brug ligt over de Koppenburglaan, een soort ventweg op maaiveldniveau langs de Groesbeekdreef op dijklichaam.
<<< · 1301 · 1302 · 1303 · 1304 · 1305 · 1306 · 1307 · 1308 · 1309 · 1311 · 1312 · 1313 · 1314 · 1315 · 1316 · 1317 · 1319 · 1320 · 1321 · 1322 · 1323 · 1324 · 1325 · 1326 · 1327 · 1328 · 1329 · 1330 · 1331 · 1332 · 1333 · 1334 · 1335 · 1336 · 1337 · 1338 · 1339 · 1340 · 1342 · 1343 · 1344 · 1345 · 1346 · 1347 · 1348 · 1349 · 1350 · 1351 · 1352 · 1353 · 1354 · 1355 · 1356 · 1357 · 1358 · 1359 · 1360 · 1361 · 1362 · 1363 · 1364 · 1365 · 1366 · 1367 · 1368 · 1373 · 1375 · 1376 · 1377 · 1378 · 1379 · 1380 · 1381 · 1382 · 1383 · 1384 · 1385 · 1386 · 1387 · 1388 · 1389 · 1390 · 1391 · 1392 · 1396 · 1397 · 1398 · 1399 · >>>
Brugnummers 1300, 1318, 1341, 1369-1372, 1374, 1393, 1394, 1395 zijn niet vergeven. 1310 is gesloopt; brug 1318 is nooit gebouwd in verband met niet aanleggen Veenendaaldreef.